# Paragrafo
Un paragrafo (abbreviato in par., e rappresentato dal simbolo §) è ogni divisione testuale dei capitoli di uno scritto.
L'etimologia fa risalire il termine dal latino tardo paragraphus, che è dal greco παράγραφος (parágraphos), con παρα, 'vicino', e γραφος, 'relativo alla scrittura'.

## Nei testi antichi
Negli antichi papiri greci il paragrafo (la paragraphos) era un segno divisorio (generalmente una lineetta o una freccia) che indicava una pausa nel testo. Nelle commedie e nelle tragedie greche era, ad esempio, utilizzato come segnale di divisione per i cambi di locutore o per le parti dei cori. Segni di divisione di parti maggiori dell'opera erano la diple obelismene e la coronide, che spesso in combinazione con quest'ultima o con la paragraphos marcava la fine dell'opera stessa.
Nel medioevo, il paragrafo era un simbolo generalmente rosso o blu che gli amanuensi utilizzavano per indicare suddivisioni nei testi, quali titoli, elenchi o argomenti diversi.

## Accezione moderna
Un paragrafo è una suddivisione interna di un capitolo. Per scelta dell'autore, un capitolo può contenere la spiegazione di un singolo concetto o unità di pensiero (quindi esaurirsi in alcune pagine), oppure può essere molto strutturato al proprio interno. In questo secondo caso è utile suddividere il capitolo in diverse sezioni interne: questi sono i paragrafi. Ciascun paragrafo è individuato da un titolo.
Soprattutto nei testi argomentativi il paragrafo ha una struttura precisa: deve essere costituito da una prima parte che introduce l'idea principale (la tesi), una parte centrale, o corpo del testo, che sostiene l'idea iniziale con argomenti a favore e una parte conclusiva che dimostra la validità della seconda parte per sostenere l'idea o la tesi espressa.
Un paragrafo può essere suddiviso a sua volta in sotto-paragrafi, per approfondire in modo più specifico alcune parti del paragrafo stesso.
In tipografia generalmente i capitoli vengono indicati con numeri romani e i paragrafi con numeri arabi. Oggi è invalso l'uso anglosassone, secondo il quale: 
a) sia i capitoli che i paragrafi sono indicati con numeri arabi; b) separati da un punto. Ad esempio:
- i paragrafi all'interno del capitolo 1 prendono il numero di 1.1, 1.2, 1.3, ecc.;
- i sotto-paragrafi sono individuati dalla seguente numerazione: 1.1.1, 1.1.2, 1.1.3, ecc.

Alcune fonti suggeriscono il termine capoverso (una parte di testo compreso tra un a capo e l'altro) come sinonimo di paragrafo. Questo uso, riscontrabile soprattutto in informatica, è un calco linguistico causato principalmente dall'influsso del falso amico inglese paragraph che ammette entrambe le accezioni: sia quella di breve componimento strutturato, sia quella di capoverso. Sotto questo aspetto, un traducente inglese meno ambiguo del termine paragrafo potrebbe essere section, visto anche che il nome del simbolo § si traduce in inglese con section sign.

## In informatica
In informatica, specie nei programmi di videoscrittura, il paragrafo è erroneamente equiparato al capoverso (traducente – e falso amico – dellʼinglese paragraph; segnalato col simbolo piede di mosca (¶)). Questa traduzione (impropria) è presente anche nella documentazione ufficiale del programma Microsoft Word, reperibile in linea.
Anche nel linguaggio di markup HTML, per paragrafo si intende la parte del testo tra i due tag <P> ... </P>, seguita sempre da un a capo.

## Nello sport
Nel pattinaggio artistico su ghiaccio il paragrafo è una figura obbligatoria che si esegue prima su un piede e poi sull'altro, descrivendo due cerchi che formano un segno simile al simbolo tipografico §.